# Žakovce
Žakovce es un municipio del distrito de Kežmarok en la región de Prešov, Eslovaquia, con una población estimada a final del año 2024 de 863 habitantes.
Se encuentra ubicado al noroeste de la región, cerca del río Poprad (cuenca hidrográfica del río Vístula) y de la frontera con Polonia.

## Demografía
| Año        | 1994 | 2004     | 2014     | 2024    |
| ---------- | ---- | -------- | -------- | ------- |
| Población  | 568  | 709      | 861      | 863     |
| Diferencia |      | +24,82 % | +21,43 % | +0,23 % |

| Año        | 2023 | 2024    |
| ---------- | ---- | ------- |
| Población  | 860  | 863     |
| Diferencia |      | +0,34 % |